# Marionnette à gaine
Pour les articles homonymes, voir Marionnette.

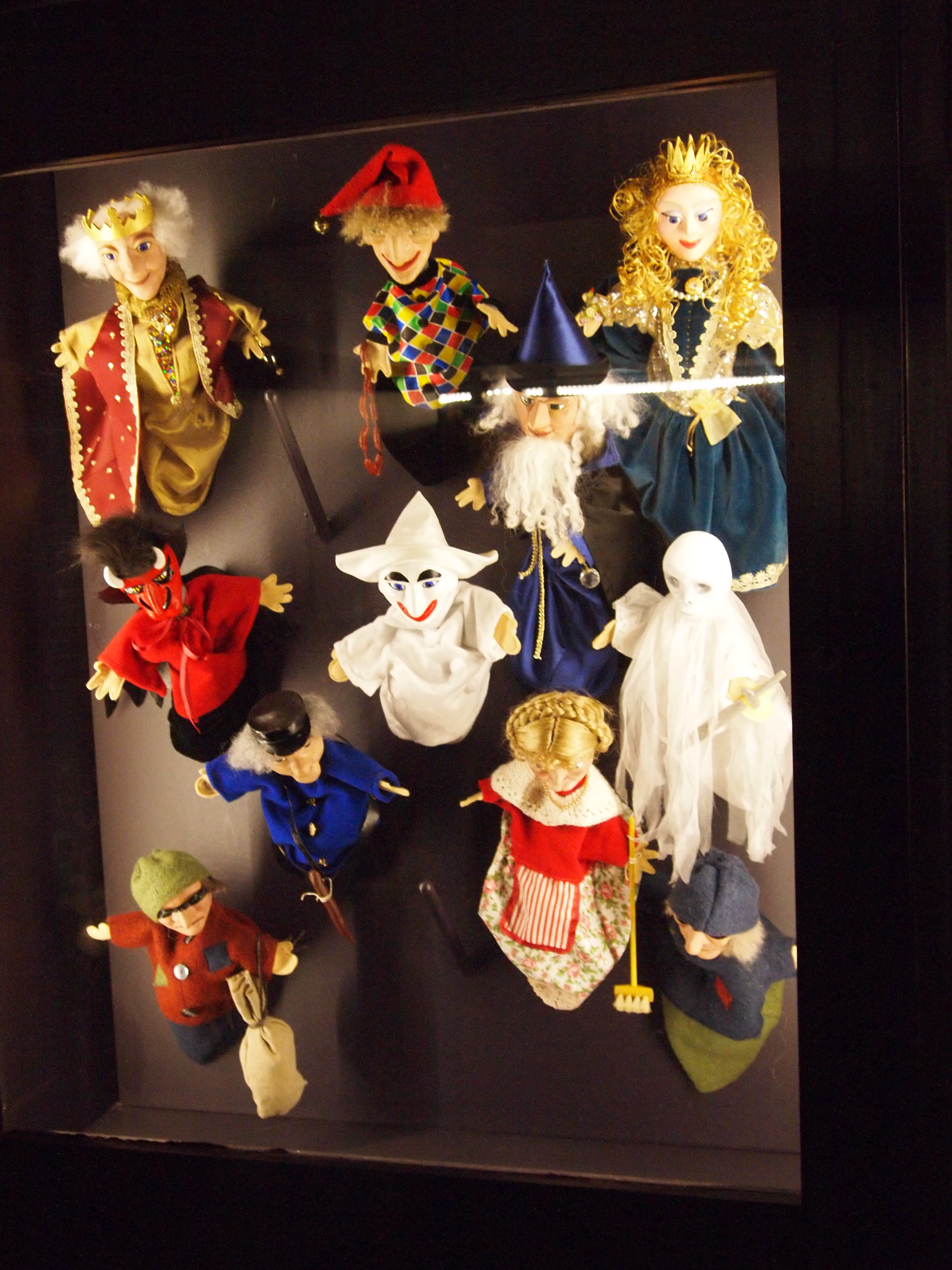

Une marionnette à gaine est un type de marionnette qui gaine, habille un ou plusieurs membres, le plus souvent la main du manipulateur. 
Traditionnellement, les marionnettes sont manipulées cachées derrière un castelet, mais il existe aussi des manipulations à vue, faisant jeu du dialogue entre la marionnette et son marionnettiste, utilisant la dissociation de sa voix ou le ventriloque, ou encore la technique du corps-castelet.

## Dans le monde
En France, ce type de marionnettes est couramment appelé « marionnette de type Guignol », même si la gaine lyonnaise n'est qu'un type précis de marionnette à gaine. La gaine lyonnaise se caractérise par la manipulation de la tête par l'index, les deux bras par le pouce d'une part et le reste des doigts d'autre part. Le poignet du manipulateur correspond aux hanches de l'effigie et son coude aux pieds. Les genoux et le sexe peuvent être figurés par une seconde main placée entre la gaine et la jupe du personnage.
La tête de la gaine basque est manipulée par le majeur, les bras par l'index et le pouce d'une part, l'annulaire et l'auriculaire d'une autre.
La tête de la gaine russe est manipulée par l'index et le majeur ensemble, les bras par le pouce d'une part, l'annulaire et l'auriculaire de l'autre.
La tête de la gaine chinoise est manipulée par l'index, les bras par le pouce et le majeur. Les autres doigts sont repliés. Les mains du personnage sont souvent articulées et peuvent être manipulées par un petit mécanisme interne à la gaine. Ses pieds sont situés au niveau du poignet.

## Exemples de marionnette à gaine
- László le Brave (Hongrie)

## Galerie

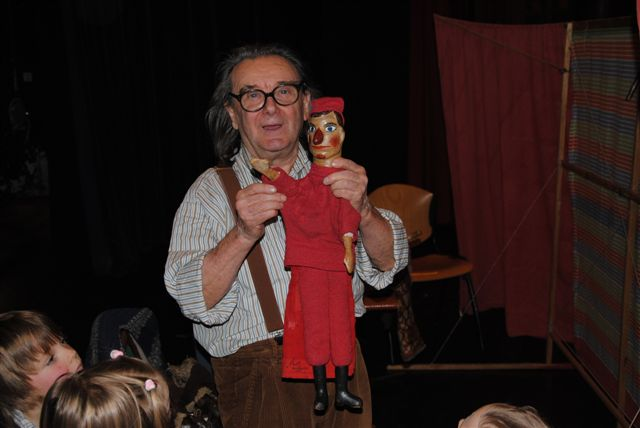
László le Brave
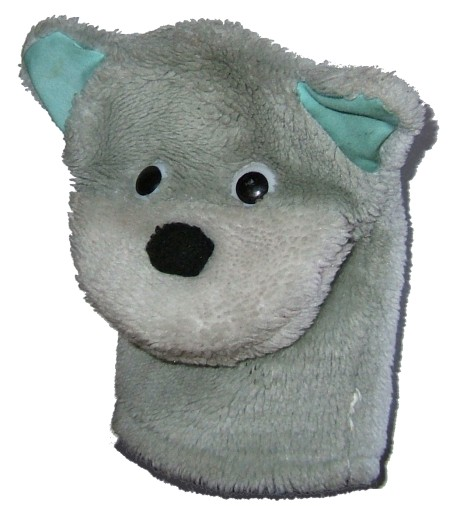
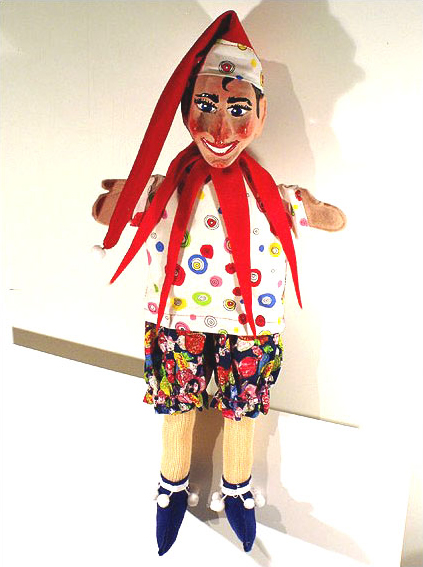
Kasper
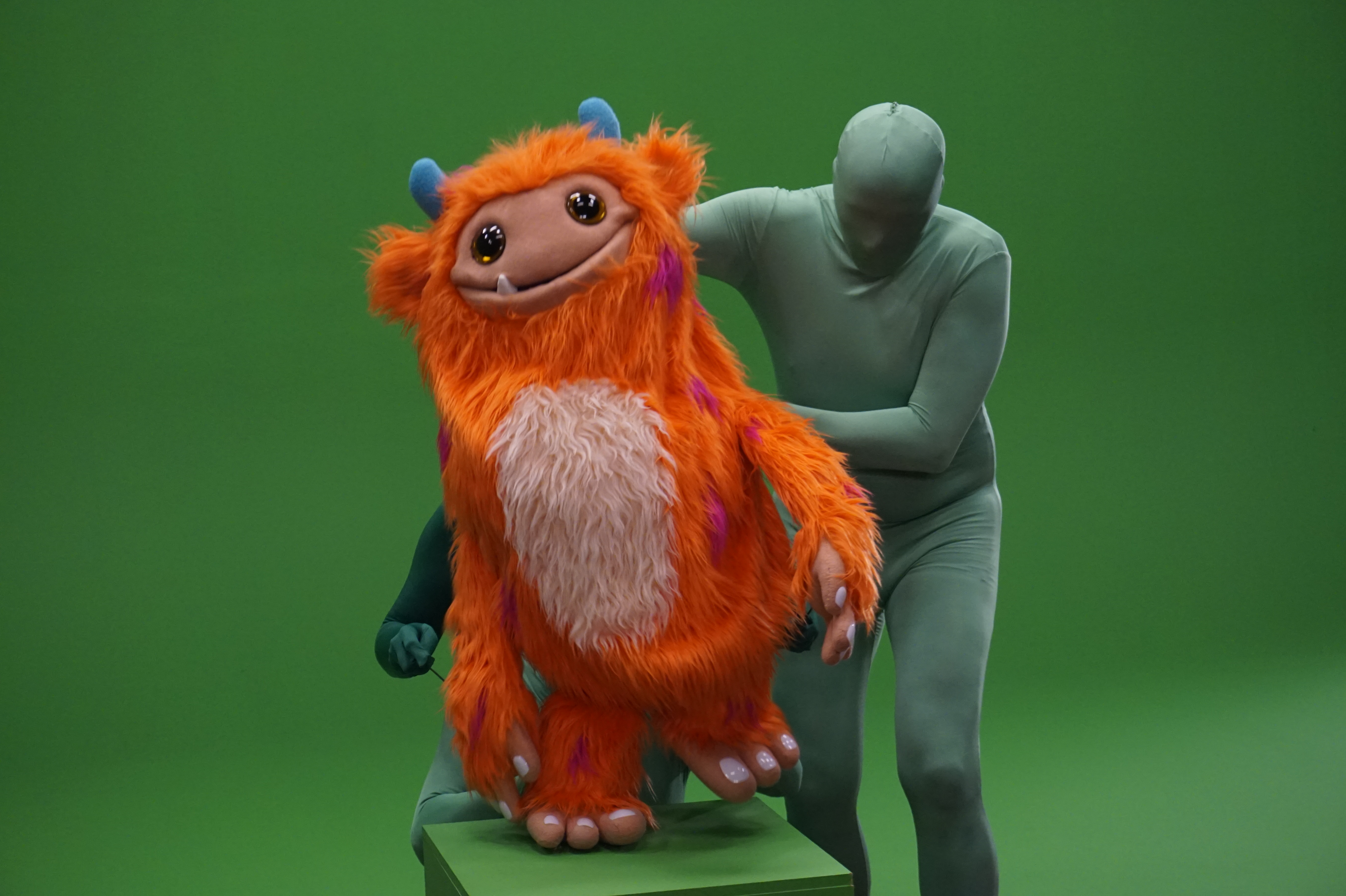
tournage de Júlia i Gilbert (ca)
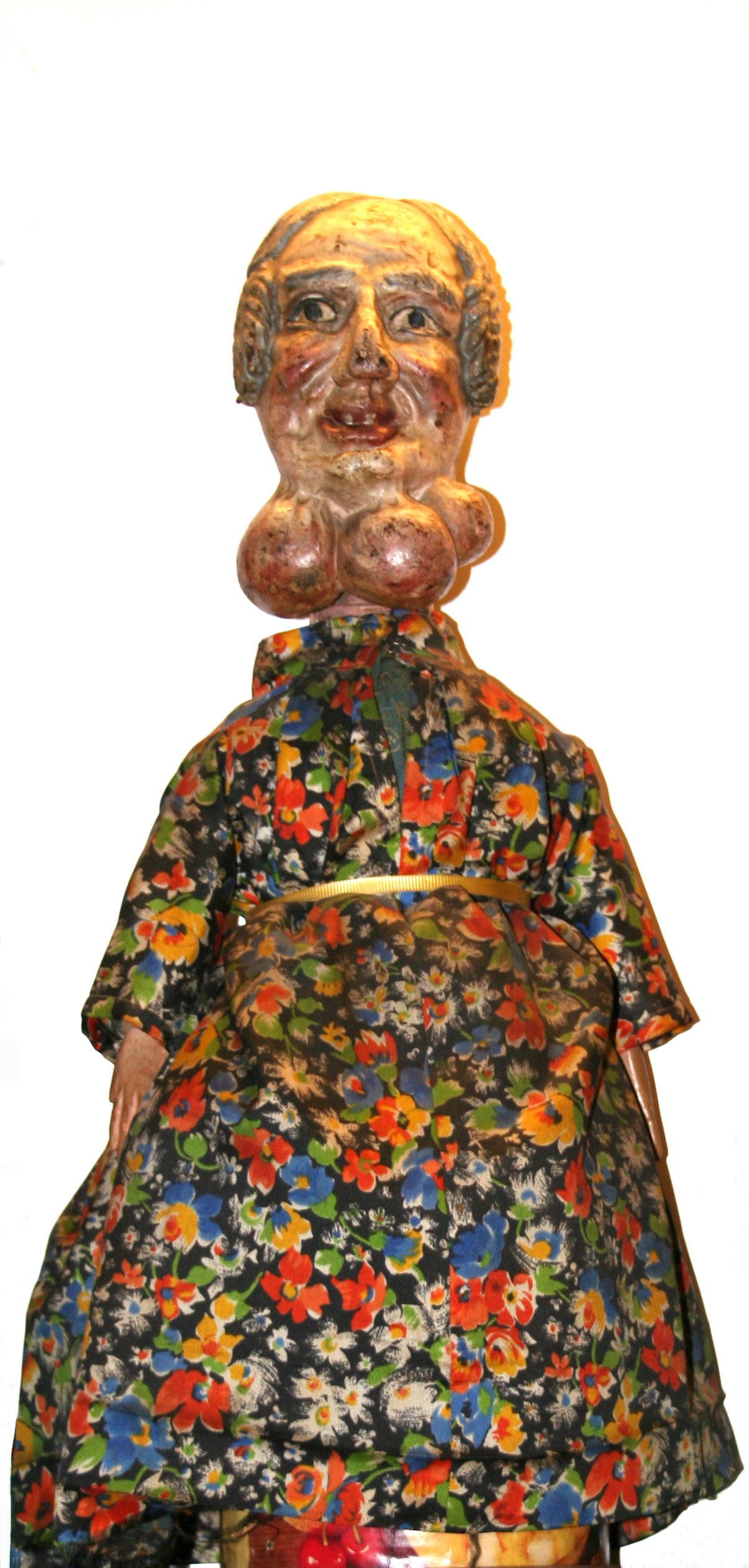
Bernarda, la nonna dans Gioppino (it)